# Basilique Santa Restituta
La basilique Santa Restituta (en italien: Basilica di Santa Restituta) est une église de Naples, située sur la via Duomo. C'est l'une des deux basiliques paléochrétiennes attenantes à la cathédrale de Naples. Elle est accessible depuis la nef gauche de celle-ci. Elle est dédiée à sainte Restitude, sainte d'origine berbère.

## Historique
La basilique, remontant au IVe siècle, représente un important témoignage de l'art paléochrétien à Naples et dans l'Empire romain. Cette église porte le nom de Santa Restituta en raison de la translation des reliques de la sainte dans cette église, probablement au VIIIe siècle.
Construite par Constantin Ier, à l'origine elle possédait cinq nefs et était par conséquent beaucoup plus étendue qu'aujourd'hui.
Il est probable qu'elle avait cinq entrées, toutes en correspondance avec chaque nef. Par la suite deux entrées ont été murées afin de fortifier l'édifice, surtout après le tremblement de terre de 1456. Les nefs extérieures ont été transformées en chapelles. La dernière intervention date de 1742 à l'initiative du cardinal Spinelli.
Les colonnes, ainsi que quelques restes de pavements et les arcades sont des témoignages de l'art paléochrétien mais aussi de l'époque angevine.
Le tabernacle du XVIe siècle a été construit par Tommaso Malvito, les fresques du plafond sont de Luca Giordano et les mosaïques médiévales de Lello da Orvieto.
Le baptistère San Giovanni in Fonte, datant du IVe siècle, le plus ancien d'occident est accessible depuis la basilique. Il fut construit par saint Sévère dans les dernières années de son épiscopat (vers 362-408) et orna la partie supérieure de mosaïques.

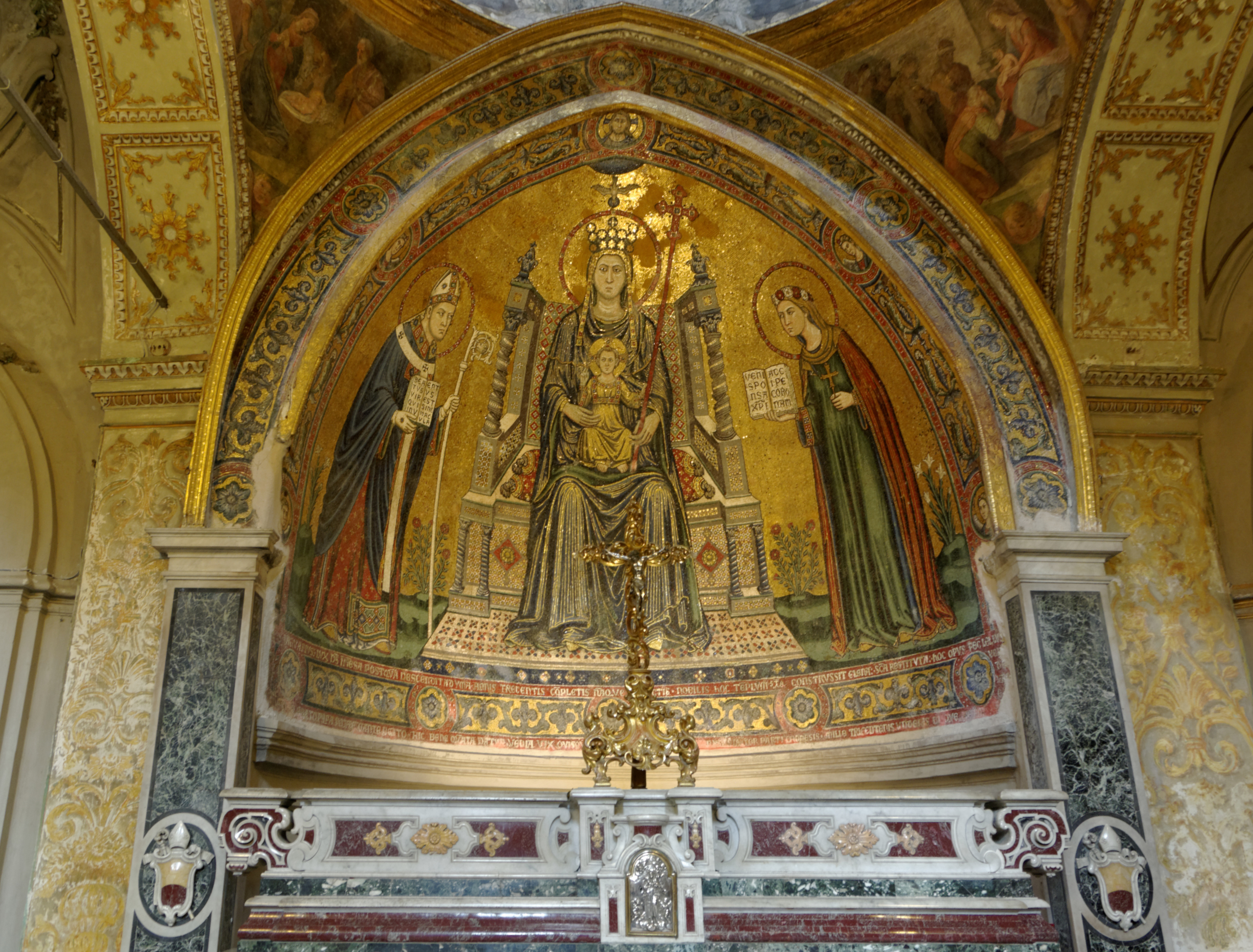
Mosaîques médiévales de Lello da Orvieto

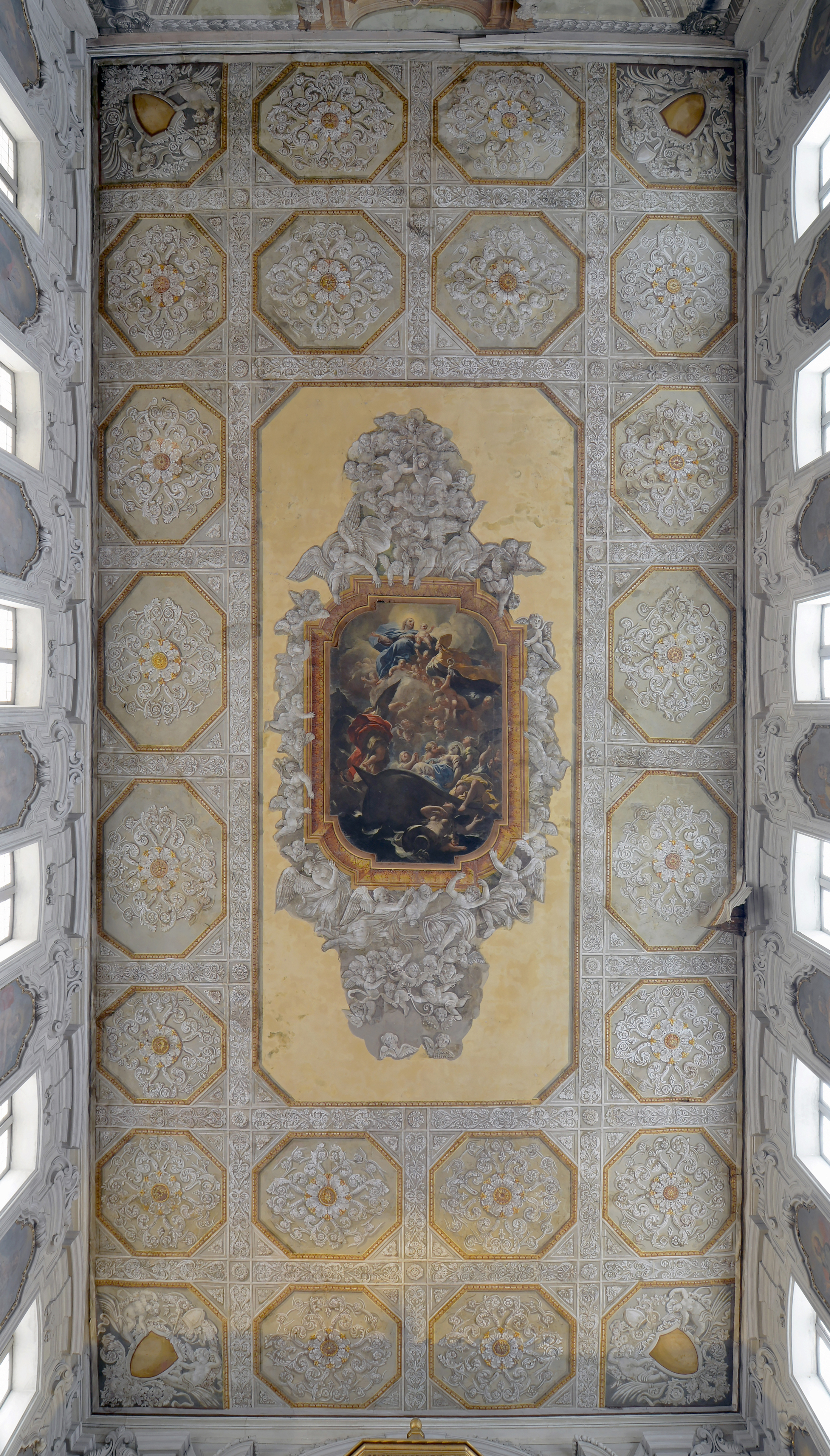
Plafond de la basilique, par Giuseppe Simonelli.

## Sources
- (it) Cet article est partiellement ou en totalité issu de l’article de Wikipédia en italien intitulé « Basilica di Santa Restituta » (voir la liste des auteurs).